# Stuart Orlando Scott
Stuart Orlando Scott (19 de julio de 1965-4 de enero de 2015) fue un reportero deportivo y anfitrión en ESPN, más notablemente en el programa de televisión SportsCenter. Mejor conocido por su estilo tipo hip hop y por sus frases pegajosas y únicas, Scott también era conocido por realizar coberturas en el mismo programa de partido de basketball y de fútbol. National Basketball Association (NBA) . National Football League (NFL).
Scott creció en Carolina del Norte, y se graduó de la University of North Carolina at Chapel Hill. Comenzó su carrera en varios programas locales de televisión, antes de incorporarse a ESPN en 1993, aunque ya existían varios reporteros afroamericanos exitosos, su mezcla de hip hop con los deportes resultó inimitable para la televisión. En 2008, ya era un icono para la programación de ESPN. y también comenzó en ABC como principal conductor de coberturas de la NBA. En 2007, Scott se sometió a una apendicectomía y se enteró de que su apéndice era canceroso Tras entrar en remisión, se le volvió a diagnosticar cáncer en 2011 y 2013. Scott fue galardonado en los premios ESPY de 2014 con el premio Jimmy V por su lucha contra el cáncer, menos de seis meses antes de su muerte en 2015 a la edad de 49 años.

## Primeros años y carrera
Stuart Orlando Scott nació en Chicago, Illinois, el 19 de julio de 1965, hijo de O. Ray y Jacqueline Scott. Cuando tenía 7 años él y su familia se mudaron Winston-Salem, North Carolina. Scott tenía un hermano llamado Stephen y dos hermanas llamadas Susan y Synthia . Asistió a la escuela  Mount Tabor High School para realizar el noveno y décimo grado y luego completó sus últimos dos años  Richard J. Reynolds High School en Winston-Salem—graduándose en 1983. En la preparatoria, fue capitán del equipo de fútbol, corredor de atletismo y servía como vicepresidente del gobierno estudiantil y era el sargento de armas del club de llaves de la escuela. Scott fue integrado al salón de la fama de la preparatoria Richard J. Reynolds High School durante una ceremonia realizada mientras se disputaba un partido de basketball entre sus ex escuelas.
Realizó sus estudios universitarios en University of North Carolina at Chapel Hill. fue un miembro de la fraternidad Alpha Phi Alpha y formó parte del programa de radio "onair talent" en la estación de radio estudiantil WXYC. Durante la universidad, también jugó fútbol como receptor y defensa en el equipo de la escuela. Se graduó de la universidad en 1987 con una licenciatura en ciencias de la comunicación y comunicación oral . Dio el discurso de graduación de los estudiantes de la generación 2001, donde invitó a los graduados a celebrar la diversidad y reconocer el valor y la importancia de la comunicación.
Después de graduado, Scott trabajó como reportero de noticias y reportero deportivo los fines de semana en WPDE-TV en Florence, South Carolina desde 1987 hasta 1988.  Scott se le ocurrió la frase "cooler than the other side of the pillow" mientras trabajaba en WPDE. Después de esto, Scott trabajó como reportero de noticias en WRAL-TV 5 en Raleigh, North Carolina desde 1988 hasta 1990. El conductor deportivo de WRAL, Jeff Gravley recuerda que siempre existió un vínculo natural entre Scott y el departamento de deportes. Gravley describió el estilo de Scott como creativo, gregario y que aportaba mucha energía a la sala de trabajo y a la redacción . Incluso después de marcharse, Scott todavía visitaba a sus antiguos colegas en wral y los trataba como familia.
Desde 1990 hasta 1993, Scott trabajó en  WESH, un canal y programa afiliado a la NBC en Orlando, Florida como reportero deportivo y conductor. Mientras estaba en wesh, conoció al productor de ESPN Gus Ramsey, que estaba empezando su propia carrera. Ramsey dijo de Scott: "sabías que Scott estaba haciendo una parada en los pitts desde el momento en que lo veías entrar, sabías que él iba a ser grande algún día, salió e hizo una pieza del rodeo y lo logró, así como lograría cubrir las finales de la NBA algún día”." Recibió el primer premio del Central Florida Press por su participación en el rodeo.

## ESPN
Al Jaffe, el vice presidente de talento de ESPN, trajo a Scott a ESPN2 porque estaban buscando a un reportero deportivo que pudiera apelar a una audiencia más joven. Scott se convirtió en uno de las pocas personalidades afro-americanas que no eran exatletas. Sus primeros trabajos para ESPN fueron en “SportsSmash”, un programa corto que salía al aire dos veces por hora en la programación "Sportsnight" de ESPN2. Después de que Keith Olbermann se fuera de SportsNight for ESPN's SportsCenter, Scott took his place in the anchor chair at SportsNight. Scott pudo ocupar un lugar en SportsCenter, Scott hacia equipo frecuentemente con sus compañeros conductores Rich Eisen, Steve Levy, Kenny Mayne, Dan Patrick, y otros. Scott aparecía regularmente en los comerciales This is SportsCenter.
En 2002, Scott, fue nombrado conductor del estudio de la NBA en ESPN. Se convirtió en conductor en 2008, cuando también comenzó en ABC en la misma capacidad its NBA coverage, que incluían NBA Finals. Adicionalmente, Scott dirigió coberturas desde el sitio de “NBA post season games. Desde 1997 hasta 2014, cubrió las finales de la NBA.  Durante las 1997 y 1998 NBA Finals, Scott hizo entrevistas uno con uno con Michael Jordan. cuando Monday Night Football se mudó a ESPN en 2006, Scott dirigió cobertura en el sitio, incluido Monday Night Countdown y cobertura post-game en Sporscenter. Scott apareció previamente enNFL Prime Time durante la temporada de 1997, Monday Night Countdown desde 2002–2005, y Sunday NFL Countdown desde 1999–2001. Scott también cubrió los MLB playoffs y la NCAA Final Four en 1995 para ESPN.
Scott apareció en cada edición de ESPN the Magazine, con sus columnas Holla. Durante su trabajo en ESPN, también entrevistó a Tiger Woods, Sammy Sosa, Bill Clinton y Barack Obama durante la campaña presidencial de Obama en 2008. Como parte de la entrevista con Obama, Scott jugó un uno contra uno, contra el presidente. En 2004, por la solicitud de las tropas de Estados Unidos, Scott y otros de sus colegas en Sportscenter, condujeron un progrmama semanal organizado desde Kuwait para Sportcenter de ESPN: “saludos a las tropas”. Condujo un número de juegos y reality shows en ESPN, Stump the Schwabs, Teammates, y Dream Job, y además condujo David Blaine's Drowned Alive especial. Además de conducir y difundir un episodio especial de America's Funniest Home Videos llamado AFV: The Sports Edition.
El 22 de junio de 2014, Scott fue seleccionado para co-presentar el primer programa de Sportscenter originado desde dc-2 (digital center-2) el 22 de junio de 2014.

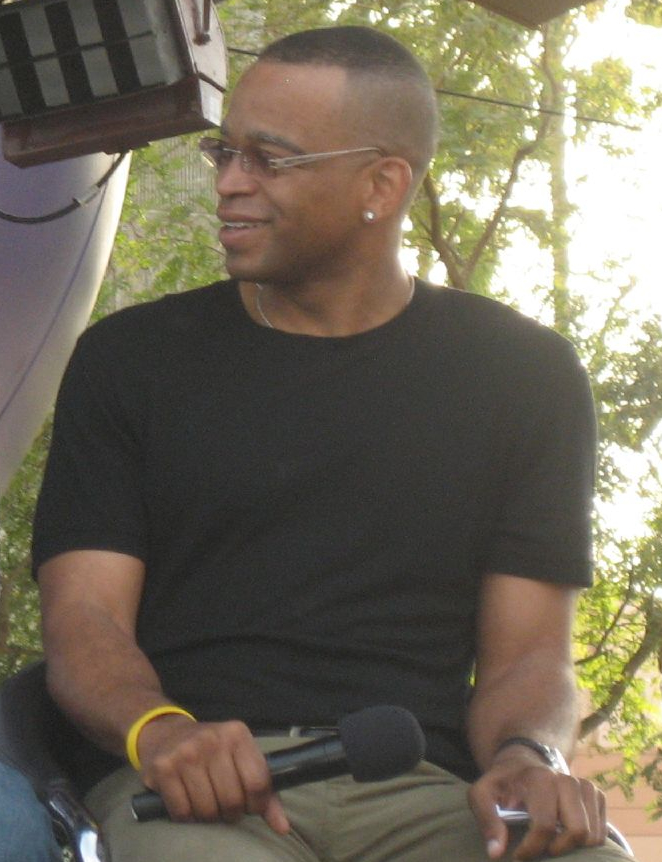
Scott at ESPN The Weekend, 2008

### Frases
Scott se hizo conocido por su uso de frases siguiendo la tradición de Sportscenter comenzada por Dan Patrick y Keith Olbermann.  Él hizo popular la frase "booyah" que se extendió desde los deportes al uso cotidiano. algunas de sus frases incluyen:
- "Boo-Yah!"[11]
- "Hallah"[18]
- "As cool as the other side of the pillow"[11]
- "He must be the bus driver cuz he was takin' him to school."[11]
- "Holla at a playa when you see him in the street!"[cita requerida]
- "Just call him butter ’cause he’s on a roll"
- "They Call Him the Windex Man ‘Cause He’s Always Cleaning the Glass"[19]
- "You Ain’t Gotta Go Home, But You Gotta Get The Heck Outta Here."[19]
- "He Treats Him Like a Dog. Sit. Stay."[19]
- "And the Lord said you got to rise Up!" [20]

### Legado
El presidente de ESPN John Skipper dijo que la chispa y el estilo de Scott, que usaba para hablar de los atletas que estaba cubriendo,”cambió todo" El exconductor de ESPN, Stan Verrett, dijo que él era una aplanadora, no solo por su color de piel, sino por su estilo su presentación y dedicación, no se alejaba del hecho de que era negro, y permitía que el resto de nosotros fuéramos nosotros mismos. Se convirtió en un modelo para los reporteros afro Americanos."

## Vida personal
Scott se casó con Kimberly Scott desde 1993 hasta 2007. Tuvieron juntos dos hijas, Tailor y Sydni. Scott vivió en Avon, Connecticut. En el momento de su muerte, Scott tenía una relación con Kristin Spodobalski. Durante su discurso por Jimmy V Award, mencionó a sus hijas Tailor y Sydni y les dijo:  "las amo a las dos más de lo que puedo expresar, ambas son mi razón de ser, y yo estoy en este escenario esta noche por ustedes".

### Lesión en el ojo
Scott se lastimó el ojo con un balón de fútbol durante un partido de los New York Jets en el mini campo de estos, el 3 de abril de 2002, mientras filmaba un especial para ESPN, una lesión que daño su córnea. Fue sometido a cirugía pero justo después sufrió de ptosis, o goteo del ojo

### Apendicitis y cáncer
Después de salir de Connecticut un domingo de 2007 para el After leaving Connecticut on a Sunday morning in 2007 for Monday Night Football en Pittsburgh, Scott tuvo un dolor de estómago, y después de que este empeorara, Scott fue al hospital en donde le removieron el apéndice, en lugar de ir al partido. Después de hacerle varios estudios a su apéndice, los doctores se enteraron de que tenía cáncer. Dos días después, se sometió a otra cirugía en Nueva York en donde se le removieron partes del colon y ganglios linfáticos, todo lo cercano a el apéndice, después de la cirugía se recomendó quimioterapia preventiva. En diciembre de ese mismo año, Scott, bajo el tratamiento, realizó coberturas de la NBA en ESPN, de las finales de la NBA. Scott, hacia ejercicio mientras estaba en quimioterapia. Scott , dijo de su experiencia con el cáncer: "una de las cosas más padres de tener cáncer es que puedes conocer a otras personas que también han tenido cáncer, compartes un lazo con ellos y es como una hermandad". Cuando Scott regresó al trabajo, la gente que sabía de su cáncer, comenzó a darle muchas palabras de aliento, acción que Scott encontró un poco abrumadora ya que el solo quería hablar de deportes, no del cáncer.
En 2011, el cáncer regresó, pero eventualmente, volvió a remisión. Fue diagnosticado con cáncer el 14 de enero de 2013. Después de la quimioterapia, Scott practicaría artes marciales mixtas. Para 2014, ya había realizado 58 sesiones de quimioterapia. Scott, también se sometió a radiación y a múltiples cirugías como parte de su tratamiento. Scott nunca quiso saber en que fase del cáncer se encontraba.

### Jimmy V Award
Scott, fue honrado en los ESPY Awards el 16 de julio de 2014, con el premio por su lucha continua contra el cáncer. Dijo que había tenido cuatro cirugías en 7 días la semana anterior a su aparición en los premios, cuando sufría de complicaciones en el hígado y los riñones. Scott dijo a la audiencia que “cuando mueres, no es que el cáncer te haya derrotado, tu le ganas al cáncer por la forma en la que vives, porque vives y en la manera en la que vives” Durante estos premios (espys), un vídeo fue mostrado en donde se incluían escenas de Stuart en el hospital. Scott terminó el discurso llamando a su hija al escenario para que le diera un abrazo, "porque lo necesito", y diciéndole al público que "tenga un gran resto de su noche, que tenga un gran resto de su vida".

## Muerte y tributos
Scott murió en la mañana de el 4 de enero de 2015. ESPN anuncio: "Stuart Scott, un dedicado hombre de familia y uno de los más grandes iconos de Sportscenter, murió después de una difícil y larga lucha contra el cáncer, tenía 49 años." ESPN soltó un vídeo dedicado a Scott. Sports Illustrated llamó el vídeo de ESPN un hermoso tributo a un gran hombre que murió a la muy maldita edad de 49 años." Barack Obama rindió tributo a Scott diciendo:

Voy a extrañar a Stuart Scott. 20 años atrás, Stu ayudó a Usher, para hablar de una nueva forma acerca de sus equipos favoritos, y los jugadores con mejor desempeño, por la mayoría de esos 20 años el servicio público y las campañas me han mantenido alejado de mi familia--pero a donde iba podía prender la televisión y Stu y sus colegas estaban ahí, por varios años nos entretuvo y al final nos inspiro con su coraje y amor, Michelle y yo ofrecemos nuestras oraciones a su familia, amigos y colegas.

## Filmografía
|  | Películas - He Got Game (1998) - Disney's The Kid (2000) - Drumline (2002) - Love Don't Cost A Thing (2003) - Mr. 3000 (2004) - Herbie: Fully Loaded (2005) - The Longest Yard (2005)[cita requerida] - The Game Plan (2007) - Enchanted (2007) - Just Wright (2010) | Televisión - Arli$$ (2000) - I Love the '80s (2002) - Soul Food (2003) - She Spies (2005) - I Love the '70s (2003)[cita requerida] - One on One (2004) - Stump the Schwab (2004) - Dream Job (2004) - Teammates (2005) - I Love the '90s (2004) - I Love the Holidays (2005) - I Love Toys (2006) - Black to the Future (2009) |

## Publicaciones
- Scott, Stuart; Platt, Larry (2015). Every Day I Fight. Blue Rider Press. ISBN 978-0399174063.